# Движение за оптимальную численность населения
Движение за оптимальную численность населения (англ. Optimum Population Trust, OPT) — зарегистрированная в Великобритании благотворительная организация, занимающаяся проблемами, связанными с ростом населения: загрязнением окружающей среды, истощением природных ресурсов, изменением климата, вымиранием биологических видов.

## Описание

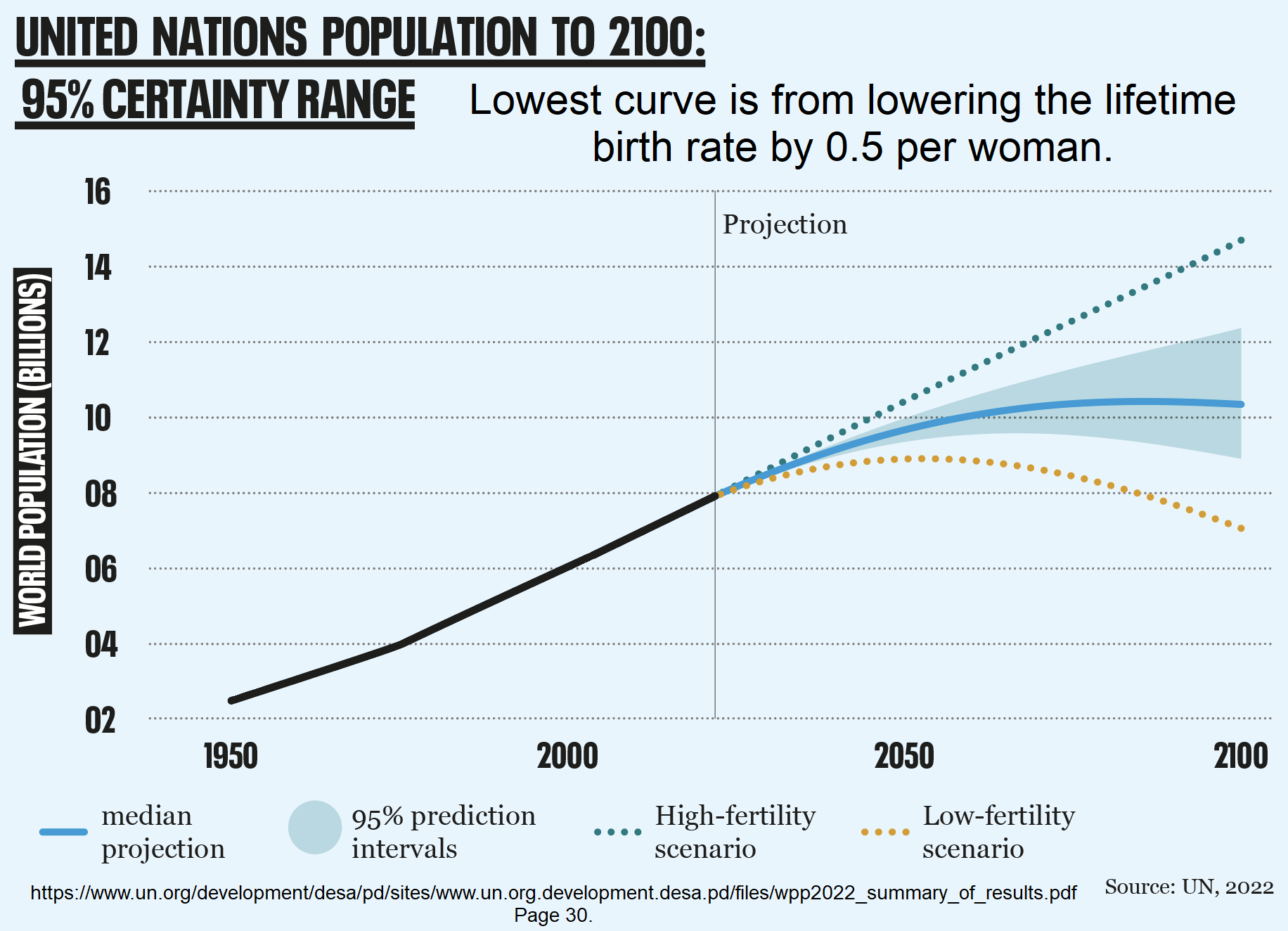
Рост численности населения. ООН

Организация OPT выступает за стабилизацию и последующее постепенное сокращение численности жителей как Соединенного Королевства, так и Земли в целом. Движение поддерживает сексуальное просвещение и планирование семьи, призывает семейные пары «остановиться после второго ребёнка». Среди проблем, специфичных именно для Великобритании, выделяет высокий уровень подростковых и нежелательных беременностей, а также несбалансированность иммиграции с эмиграцией. Финансируется за счёт его учредителей и добровольных пожертвований. Учредитель движения — сэр Дэвид Аттенборо, известный телеведущий и натуралист.
С учётом природных факторов, движение считает оптимальным для планеты население от 2,7 до 5,1 миллиарда человек, для Великобритании — от 17 до 27 миллионов.
Слоган движения: «Остановись на двух!» (англ. “Stop at two!”)